# Antoine Richepanse (homme politique)
 (octobre 2024).
Antoine Richepanse est un homme politique français né à une date inconnue et décédé le 24 février 1808.

## Biographie
Père du général Antoine Richepance, il sert d'abord dans le régiment de Conti et devient chef de bataillon pendant la Révolution. Il est député de la Loire de 1802 à 1806.